# Pseudepipona rubidus
Pseudepipona rubidus är en stekelart som beskrevs av Gusenleitner 1994. Pseudepipona rubidus ingår i släktet Pseudepipona och familjen Eumenidae. Inga underarter finns listade i Catalogue of Life.